# Isabella di Brienne
Isabella di Brienne (1306 circa – 1360) è stata contessa di Lecce, titolare del ducato d'Atene e del regno di Gerusalemme.

## Biografia
Nata verso il 1306, era figlia di Gualtieri V di Brienne, duca d'Atene, che fu ucciso nella battaglia di Halmyros vicino a Tebe nel 1311, e di Giovanna di Châtillon.
Suo fratello Gualtieri VI di Brienne fu ucciso senza eredi nella battaglia di Poitiers nel 1356, così Isabella ereditò tutti i titoli e le proprietà dei Brienne. 
Sposò Gualtieri d'Enghien (m. 1345 c.) nel 1320.
I suoi figli furono:
1. Gualtiero d'Enghien (5 giugno 1322 – 18 novembre, 1340)
2. Isabella d'Enghien (+ 28 dicembre 1357), badessa del monastero di Flines
3. Sohier d'Enghien (+ 21 marzo 1364), conte di Brienne, titolare del ducato d'Atene.
4. Giovanni d'Enghien, (+ 1380), conte di Lecce e barone di Castro
5. Margherita d'Enghien, che sposò Pietro di Préaux
6. Luigi d'Enghien (+ 17 marzo 1394), barone (poi conte) di Conversano, e alla morte del fratello Sohier, conte di Brienne e titolare del ducato d'Atene
7. Giacomo d'Enghien, canonico a Liegi
8. Guglielmo d'Enghien, (+ 1377), barone di Argo e Nauplia
9. Angliberto I d'Enghien (c. 1330–20 febbraio 1403), barone di Ramerupt, La Follie, e Seneffe
10. Francesca d'Enghien, moglie di Pietro, conte di Montebello
11. Giovanna d'Enghien, monaca al monastero di Flines.

Riguardo ai possedimenti in Grecia, va detto che Gualtieri VI di Brienne, fratello di Isabella, ne aveva perduto l'effettivo possesso fin dal 1340. Per cui il nipote Sohier d'Enghien ereditò solo il titolo nominale di duca d'Atene oltre ad alcuni diritti su Argo e Nauplia, la cui signoria fu invece data in appannaggio del fratello Guglielmo dal 1356 fino alla morte, nel 1377. La figlia di Guglielmo, Maria d'Enghien, moglie del veneziano Pietro Cornaro, vendette poi i possedimenti alla repubblica di Venezia nel 1388.
L'eredità principale di Isabella toccò al suo terzo figlio maschio, Giovanni d'Enghien. Figli di Giovanni furono:
- Pietro d'Enghien (Pietro I), conte di Lecce e barone di Castro, che morì senza figli nel 1384, lasciando i possedimenti alla sorella Maria.
- Maria d'Enghien (1367-1446), contessa di Lecce, che sposò in prime nozze Raimondo Orsini del Balzo, principe di Taranto morto nel 1405, e in seconde nozze - nel 1406 - il re di Napoli Ladislao.

## Ascendenza
|                                            |                                     |                                                              | Genitori                                       |  |  | Nonni |  |  | Bisnonni                       |  |  | Trisnonni                       |  |
|                                            |                                     |                                                              |                                                |  |  |       |  |  | Gualtieri IV, conte di Brienne |  |  | Gualtieri III, conte di Brienne |  |
|                                            |                                     |                                                              |                                                |  |  |       |  |  | Gualtieri IV, conte di Brienne |  |  | Gualtieri III, conte di Brienne |  |
|                                            |                                     | Maria Albina d'Altavilla                                     |                                                |  |  |       |  |  | Gualtieri IV, conte di Brienne |  |  |                                 |  |
| Ugo, conte di Brienne                      |                                     |                                                              |                                                |  |  |       |  |  | Gualtieri IV, conte di Brienne |  |  |                                 |  |
|                                            |                                     | Maria di Cipro                                               | Ugo I, re di Cipro                             |  |  |       |  |  |                                |  |  |                                 |  |
|                                            |                                     | Maria di Cipro                                               | Ugo I, re di Cipro                             |  |  |       |  |  |                                |  |  |                                 |  |
|                                            |                                     | Maria di Cipro                                               | Alice di Champagne                             |  |  |       |  |  |                                |  |  |                                 |  |
| Gualtieri V, conte di Brienne              |                                     | Maria di Cipro                                               |                                                |  |  |       |  |  |                                |  |  |                                 |  |
|                                            |                                     | Guido I de la Roche, duca di Atene                           | Ottone de la Roche, duca di Atene              |  |  |       |  |  |                                |  |  |                                 |  |
|                                            |                                     | Guido I de la Roche, duca di Atene                           | Ottone de la Roche, duca di Atene              |  |  |       |  |  |                                |  |  |                                 |  |
|                                            |                                     | Guido I de la Roche, duca di Atene                           | Isabella/Elisabetta                            |  |  |       |  |  |                                |  |  |                                 |  |
| Isabella de la Roche                       |                                     | Guido I de la Roche, duca di Atene                           |                                                |  |  |       |  |  |                                |  |  |                                 |  |
|                                            |                                     | Agnese di Cicon, baronessa di Caristo                        | Guido di Cicon, barone di Caristo              |  |  |       |  |  |                                |  |  |                                 |  |
|                                            |                                     | Agnese di Cicon, baronessa di Caristo                        | Guido di Cicon, barone di Caristo              |  |  |       |  |  |                                |  |  |                                 |  |
|                                            |                                     | Agnese di Cicon, baronessa di Caristo                        | …                                              |  |  |       |  |  |                                |  |  |                                 |  |
| Isabella, contessa di Brienne              |                                     | Agnese di Cicon, baronessa di Caristo                        |                                                |  |  |       |  |  |                                |  |  |                                 |  |
|                                            | Gualtiero IV di Châtillon-Saint-Pol | Guido II di Châtillon, conte di Saint-Pol                    |                                                |  |  |       |  |  |                                |  |  |                                 |  |
|                                            | Gualtiero IV di Châtillon-Saint-Pol | Guido II di Châtillon, conte di Saint-Pol                    |                                                |  |  |       |  |  |                                |  |  |                                 |  |
|                                            | Gualtiero IV di Châtillon-Saint-Pol | Agnese II di Donzy, contessa di Nevers, d'Auxerre e Tonnerre |                                                |  |  |       |  |  |                                |  |  |                                 |  |
| Gualtiero V di Châtillon, conte di Porcien | Gualtiero IV di Châtillon-Saint-Pol |                                                              |                                                |  |  |       |  |  |                                |  |  |                                 |  |
|                                            |                                     | Isabella di Villehardouin, signora di Crécy                  | Guglielmo I, signore di Villehardouin          |  |  |       |  |  |                                |  |  |                                 |  |
|                                            |                                     | Isabella di Villehardouin, signora di Crécy                  | Guglielmo I, signore di Villehardouin          |  |  |       |  |  |                                |  |  |                                 |  |
|                                            |                                     | Isabella di Villehardouin, signora di Crécy                  | Margherita di Mello                            |  |  |       |  |  |                                |  |  |                                 |  |
| Giovanna di Châtillon                      |                                     | Isabella di Villehardouin, signora di Crécy                  |                                                |  |  |       |  |  |                                |  |  |                                 |  |
|                                            |                                     | Roberto I di Dreux, visconte di Beu                          | Roberto III, conte di Dreux                    |  |  |       |  |  |                                |  |  |                                 |  |
|                                            |                                     | Roberto I di Dreux, visconte di Beu                          | Roberto III, conte di Dreux                    |  |  |       |  |  |                                |  |  |                                 |  |
|                                            |                                     | Roberto I di Dreux, visconte di Beu                          | Eleonora, signora di Saint-Valery-sur-Somme    |  |  |       |  |  |                                |  |  |                                 |  |
| Isabella di Dreux                          |                                     | Roberto I di Dreux, visconte di Beu                          |                                                |  |  |       |  |  |                                |  |  |                                 |  |
|                                            |                                     | Isabella di Villebéon, signora di Bagneux                    | Adamo II di Villebéon, signore di Mesnil-Aubry |  |  |       |  |  |                                |  |  |                                 |  |
|                                            |                                     | Isabella di Villebéon, signora di Bagneux                    | Adamo II di Villebéon, signore di Mesnil-Aubry |  |  |       |  |  |                                |  |  |                                 |  |
|                                            |                                     | Isabella di Villebéon, signora di Bagneux                    | Alice di Garlande                              |  |  |       |  |  |                                |  |  |                                 |  |
|                                            |                                     | Isabella di Villebéon, signora di Bagneux                    |                                                |  |  |       |  |  |                                |  |  |                                 |  |